# 北神立町
北神立町（きたかんだつまち）は、茨城県土浦市の町名。2022年現在の人口は0人であり、自治会は設置されていない。郵便番号は300-0015。

## 地理
土浦市の東部に位置する。町内のほぼ全域が、中貫工業団地を形成する工場や事業所となっている。

## 世帯数と人口
2022年（令和4年）1月1日現在の世帯数と人口は以下の通りである。
| 町丁     | 世帯数 | 人口 |
| -------- | ------ | ---- |
| 北神立町 | 0世帯  | 0人  |

## 小・中学校の学区
市立小・中学校に通う場合、学区は以下の通りとなる。
| 番地 | 小学校             | 中学校                 |
| ---- | ------------------ | ---------------------- |
| 全域 | 土浦市立神立小学校 | 土浦市立土浦第五中学校 |

## 交通

### 道路
- 国体道路

## 施設
- 東レ 土浦工場
- 東京トラック運送
- アイアグリ
- カスミ 精肉加工センター
- アールビー
- 東精エンジニアリング
- マクシスコーポレーション
- 日立建機ロジテック